# Бой-Казак Татарский
Бой-Каза́к Тата́рский (укр. Бой-Казак Татарський, крымскотат. Tatar Boy Qazaq, Татар Бой Къазакъ) — исчезнувшее село в Красноперекопском районе Республики Крым, располагавшееся на юго-западе района, у западной окраины села Курганное.
Вероятно, в процессе переименования сёл в 1948 году произошла ошибка, поскольку, судя по картам, на месте нынешнего Курганного располагался Бой-Козак татарский, а Кышкара примерно в километре восточнее. Вероятно, опустевшие после депортации крымских татар в 1944 году сёла «случайно объединили».

### Динамика численности населения
| - 1864 год — 175 чел. - 1886 год — 262 чел. - 1889 год — 262 чел. - 1892 год — 187 чел. | - 1900 год — 277 чел. - 1915 год — 268/90 чел. - 1926 год — 165 чел. - 1939 год — 291 чел. |

## История
Первое документальное упоминание села встречается в Камеральном Описании Крыма… 1784 года, судя по которому, в последний период Крымского ханства Казак входил в Мангытский кадылык Козловского каймаканства. После присоединения Крыма к России (8) 19 апреля 1783 года, (8) 19 февраля 1784 года, именным указом Екатерины II сенату, на территории бывшего Крымского Ханства была образована Таврическая область и деревня находилась на территории Перекопскомго уезда. После Павловских реформ, с 1796 по 1802 год, — в Перекопском уезде Новороссийской губернии. По новому административному делению, после создания 8 (20) октября 1802 года Таврической губернии — на землях Бустерчинской волости Перекопского уезда. Но, видимо, вследствие эмиграции крымских татар в Турцию во время или сразу после присоединения, деревня опустела и по ревизии 1805 года не числилась, а на военно-топографической карте генерал-майора Мухина 1817 года деревня Байказак обозначена пустующей, не фигурирует она и в списках переименованной после реформы волостного деления 1829 года из Бустерчинской Ишуньской волости.
Видимо, впоследствии деревню заселили, поскольку на карте 1836 года в деревне 30 дворов, как и на карте 1842 года.
В 1860-х годах, после земской реформы Александра II, деревня осталась в составе Ишуньской волости. В «Списке населённых мест Таврической губернии по сведениям 1864 года», составленном по результатам VIII ревизии 1864 года, Бой-Казак — владельческая татарская деревня, с 25 дворами, 175 жителями и мечетью при колодцахъ, в деревне также располагался кордон пограничной стражи. По обследованиям профессора А. Н. Козловского начала 1860-х годов, вода в колодцах деревни была солоноватая, «в достаточном количестве», а их глубина колебалась от 2,5 до 5 саженей (от 5 до 10 м). На трехверстовой карте Шуберта 1865—1876 года в деревне Бой-Казак обозначено 35 дворов. На 1886 год в деревне Бай-Казак, согласно справочнику «Волости и важнѣйшія селенія Европейской Россіи», проживало 194 человека в 42 домохозяйствах, действовала мечеть и 2 лавки. В «Памятной книге Таврической губернии 1889 года» по результатам Х ревизии 1887 года записан Байгозак с 52 дворами и 262 жителями.
После земской реформы 1890 года Бойказак отнесли к Джурчинской волости. Согласно «…Памятной книжке Таврической губернии на 1892 год», в деревне Бойказак, составлявшей Бойказацкое сельское общество, было 187 жителей в 44 домохозяйствах. По «…Памятной книжке Таврической губернии на 1900 год» в деревне Бойказак числилось 277 жителей в 54 дворах. По Статистическому справочнику Таврической губернии. Ч.II-я. Статистический очерк, выпуск пятый Перекопский уезд, 1915 год, в Джурчинской волости Перекопского уезда числились: село Байказак (33 двора с татарским населением в количестве 155 человек приписных жителей), одноимённая деревня (46 татарских дворов, 268 приписных и 90 «посторонних»).
После установления в Крыму Советской власти, по постановлению Крымревкома от 8 января 1921 года № 206 «Об изменении административных границ» была упразднена волостная система, Перекопский уезд переименовали в Джанкойский, в котором был образован Ишуньский район, в состав которого включили село, а в 1922 году уезды получили название округов. 11 октября 1923 года, согласно постановлению ВЦИК, в административное деление Крымской АССР были внесены изменения, в результате которых округа были отменены, Ишуньский район упразднён и село вошло в состав Джанкойского района. Согласно Списку населённых пунктов Крымской АССР по Всесоюзной переписи 17 декабря 1926 года, в селе Бой-Казак (татарский), Якиш-Кашкарского сельсовета Джанкойского района, числилось 45 дворов, все крестьянские, население составляло 165 человек, из них 153 татарина, 9 чехов, 2 украинцев, 1 эстоней, действовала татарская школа. Постановлением ВЦИК от 30 октября 1930 года был восстановлен Ишуньский район и село включили в его состав. Постановлением Центрального исполнительного комитета Крымской АССР от 26 января 1938 года Ишуньский район был ликвидирован и создан Красноперекопский район с центром в поселке Армянск (по другим данным 22 февраля 1937 года). По данным всесоюзная перепись населения 1939 года в селе проживал 291 человек. На подробной карте РККА северного Крыма 1941 года в Бой-Казаке отмечено 35 дворов. В последний раз, в доступных источниках, название встречается на двухкилометровке РККА 1942 года.